# CIB Bank
CIB Bank è una delle principali banche commerciali di Ungheria, facente parte del Gruppo Intesa Sanpaolo.

## Storia
È stata fondata nel 1979 con il nome di Central European International Bank. I proprietari della banca all'epoca erano importanti istituti bancari europei e giapponesi, oltre alla Banca nazionale ungherese. Nel 1998 la banca divenne di proprietà esclusivamente della Sanpaolo IMI.
Nel 2007, con la fusione tra Banca Intesa e Sanpaolo IMI, CIB Bank divenne proprietà di Intesa Sanpaolo. Nel 2008, CIB Bank e Inter-Európa Bank si sono fuse, creando una delle banche più importanti dell'Ungheria.